# Mîhailivka, Novoaidar
Mîhailivka (în ucraineană Михайлівка) este un sat în comuna Bahmutivka din raionul Novoaidar, regiunea Luhansk, Ucraina.

## Demografie
Componența lingvistică a localității Mîhailivka
     Ucraineană (78%)
     Rusă (22%)
Conform recensământului din 2001, majoritatea populației localității Mîhailivka era vorbitoare de ucraineană (78%), existând în minoritate și vorbitori de rusă (22%).